# Chiwetel Ejiofor
Chiwetel Umeadi Ejiofor (Londen, 10 juli 1977) is een Engels acteur van Nigeriaanse afkomst. Hij werd in 2007 twee keer genomineerd voor een Golden Globe (voor zijn rollen in de televisiefilm Tsunami: The Aftermath en die in de tragikomedie Kinky Boots), in 2010 één keer (voor het spelen van Thabo Mbeki in de historische dramafilm Endgame) en in 2014 weer twee keer (voor de miniserie Dancing on the Edge en de biografische dramafilm 12 Years a Slave). Meer dan vijftien andere acteerprijzen werden hem daadwerkelijk toegekend, waaronder een British Independent Film Award voor zijn rol in Dirty Pretty Things (2002), een Film Independent Spirit Award voor die in Talk to Me (2007) en een BAFTA voor zijn rol in 12 Years a Slave (2013).
Ejiofor was voor het eerst als acteur te zien in 1996, als Ebow in de televisiefilm Deadly Voyage. In het daaropvolgende jaar debuteerde hij op het grote scherm als Ensign Covey in de historische dramafilm Amistad.
Ejiofor werd in 2008 benoemd tot Officier in de Orde van het Britse Rijk vanwege zijn verdiensten voor drama.

## Filmografie
*Exclusief vijf televisiefilms
- Eleanor the Great (2025) - Roger
- Bridget Jones: Mad about the Boy (2025) - Mr. Wallaker
- Venom: The Last Dance (2024) - General Rex Strickland
- The Life of Chuck (2024) - Marty Anderson
- Doctor Strange in the Multiverse of Madness (2022) - Baron Karl Mordo
- Maleficent: Mistress of Evil (2019) - Conall
- The Lion King (2019) - Scar (stem)
- The Boy Who Harnessed the Wind (2019) - Trywell Kamkwamba
- Mary Magdalene (2018) - Peter
- Come Sunday (2018) - Carlton Pearson
- Doctor Strange (2016) - Baron Karl Mordo
- Secret in Their Eyes (2015) - Ray Kasten
- The Martian (2015) - Vincent Kapoor
- Z for Zachariah (2015) - Loomis
- Half of a Yellow Sun (2013) - Odenigbo
- 12 Years a Slave (2013) - Solomon Northup
- Savannah (2013) - Christmas Moultrie
- Salt (2010) - Peabody
- 2012 (2009) - Adrian Helmsley
- Endgame (2009) - Thabo Mbeki
- Redbelt (2008) - Mike Terry
- American Gangster (2007) - Huey Lucas
- Talk to Me (2007) - Dewey Hughes
- Children of Men (2006) - Luke
- Inside Man (2006) - Rechercheur Bill Mitchell
- Kinky Boots (2005) - Lola
- Slow Burn (2005) - Ty Trippin
- Serenity (2005) - The Operative
- Four Brothers (2005) - Victor Sweet
- Melinda and Melinda (2004) - Ellis Moonsong
- Red Dust (2004) - Alex Mpondo
- She Hate Me (2004) - Frank Wills
- Love Actually (2003) - Peter
- 3 Blind Mice (2003) - Mark Hayward
- Dirty Pretty Things (2002) - Okwe
- My Friend Soweto (2001) - Soweto
- It Was an Accident (2000) - Nicky Burkett
- G:MT Greenwich Mean Time (1999) - Rix
- Amistad (1997) - Ensign Covey

## Televisieseries
*Exclusief eenmalige gastrollen
- Dancing on the Edge - Louis (2013, zes afleveringen)
- The Shadow Line - Jonah Gabriel (2011, zeven afleveringen)
- Trust - Ashley Carter (2003, zes afleveringen)

- Bibsys: 4080741
- Biblioteca Nacional de España: XX1596956
- Bibliothèque nationale de France: cb145809492 (data)
- Catàleg d'autoritats de noms i títols de Catalunya: 981058509153406706
- Gemeinsame Normdatei: 138457441
- International Standard Name Identifier: 0000 0001 2197 8911
- Library of Congress Control Number: no2005018144
- MusicBrainz: 3d9fae2f-9b2b-4de6-8474-9f4c6d3db6a7
- Nationale Bibliotheek van Tsjechië: xx0051572
- Nationale Bibliotheek van Israël: 987007342867605171
- Nationale Bibliotheek van Polen: a0000002795578
- Nederlandse Thesaurus van Auteursnamen: 263160939
- SNAC: w62p3qx8
- Système universitaire de documentation: 079363431
- Virtual International Authority File: 165526611